# Cadrul European Comun de Referință pentru Limbi
Cadrul European Comun de Referință pentru Limbi: Învățare, Predare, Evaluare (CECRL) este un document publicat de Consiliul Europei, în 2001, care definește nivelurile de stăpânire a unei limbi străine, în funcție de „ce știi să faci”, în diferite domenii de competență. Aceste niveluri constituie, în prezent, referința în domeniul învățării și al predării limbilor în numeroase țări. 
Inovația principală a CECRL constă într-o scară de evaluare a stăpânirii unei limbi, independent de organismul evaluator, și transpozabil indiferent oricărei limbi, contrar altor sisteme de evaluare care sunt adesea proprii unei țări sau unui organism, și în general aplicabile unei singure limbi. Din aceste motive, din ce în ce mai multe organisme evaluatoare își aliniază scările de evaluare pe nivelurile CECRL, sau, cel puțin, furnizează o grilă de conversie.

## Istoric

### De la necesitatea unei Europe care comunică
Lumea prezintă trei mari piețe integrate: Statele Unite, China și într-o măsură mai mică Europa. Statele Unite au istoric una sau două limbi naționale (engleza, spaniola). China are de mult timp o scriere comună și de puțin timp o limbă orală națională, mandarina standard, predată în ansamblul țării.
Lucrurile stau diferit pentru Europa. Europa este istoric fragmentată politic în jur de cincizeci de țări și lingvistic în cam atâtea limbi naționale. Aceste țări fiind independente, nicio limbă nu a fost impusă. Reconstrucția fibrei comerciale europene după al Doilea Război Mondial, apoi construcția Uniunii Europene au pus din nou în valoare colaborările internaționale și interacțiunea dintre limbi. Clasele erudite și comerciale, apoi sectoare mai largi populația europeană s-au găsite confruntate la problematica comunicării într-un context multilingvist.
Acest context complex de mozaic politic, lingvist, asociat integrării europene, a încurajat cercetarea în materie de plurilingvism și de evaluare a competențelor lingvistice.

### Consiliul Europei
Consiliul Europei (CE) este fondat în 1949 cu scopul de a promova drepturile omului, democrația parlamentară, statul de drept la nivelul continentului european și conștientizarea unei identități europene fondată pe valori comune, împărtășite și depășind culturile particulare. Este un spațiu de discuții și propuneri pentru actorii politici europeni, într-un scop de cooperare accentuat. Situat la Strasbourg, sectorul de politici lingvistice sprijină programe guvernamentale axate pe elaborarea de politici lingvistice ca unelte permițând îmbunătățirea cooperării, activității economice, producerii de bunuri, servicii și a locurilor de muncă. Consiliul Uniunii Europene nu are decât o putere de recomandare, nu are putere de acțiune în sistemele educative ale membrilor săi. Datorită organizării orizontale a acestei instituții, abordarea lingvistică este plurilingvismul, dar și diversitatea lingvistică, înțelegerea mutuală, cetățenia democratică, coeziunea socială. Totul cu o tonalitate economică, profesională și culturală.

### Către CECRL
În 1971, Consilul Europei stabilește două obiective pentru predatul limbilor:
1. facilitarea mobilităților persoanelor în spațiul european,
2. elaborarea unui învățământ pe module.

În anii 80', multiplicarea testelor de limbă (TOEFL, TOEIC, IELTS, DALF, DELE, ZD) la diferite scări anunță nevoia unei standardizări. Preocuparea analizării nevoilor reale în termeni de competențe de comunicare și a producerii unui repertoriu de competențe corespunzător acestor nevoi apare.
În 1991, se afirmă necesitatea unui cadru comun de referință pentru predatul/învățatul limbilor în Europa, asociat unui sistem de evaluare. Trei noi obiective sunt stabilite:
1. stabilirea scărilor de nivel cu scopul de a descrie într-o manieră clară și transparentă competențele atinse;
2. definirea nivelurilor de referință;
3. elaborarea unui sistem de (auto)evaluare a compentențelor.

În 1996, o primă versiune circulă cu scopul de a fi comentată. În 2001, versiunea oficială este publicată. Discuția didactică continuă de atunci.

## Scara nivelurilor din Cadrul European Comun de Referință pentru cunoașterea unei Limbi
CECRL propune 6 niveluri corespunzătoarea utilizatorilor elementari (A1 și A2), utilizatorilor independenți (B1 și B2) și utilizatorilor experimentați (C1 și C2). Tabelul următor oferă o descriere succintă a nivelurilor.
| A1 - Nivelul introductiv sau de descoperire |
| Cuvinte cheie: întrebări simple, mediul înconjurător apropiat și familiar. Achiziția nivelului A1: Poate să înțeleagă și să utilizeze expresii familiare și cotidiene, precum și enunțuri foarte simple care vizează satisfacerea nevoilor concrete. Poate să se prezinte sau să prezinte pe cineva, poate să formuleze și să rǎspundǎ la întrebări referitoare la detalii personale, ca de exemplu unde locuiește, persoane cunoscute, lucruri care-i aparțin etc.. Poate să comunice, într-un mod simplu, cu condiția ca interlocutorul să vorbească rar și clar și să fie cooperant. |
| A2 - Nivelul elementar |
| Cuvinte cheie: descrieri, conversații simple. Achiziția nivelului A2: Poate să înțeleagă fraze izolate și expresii frecvent folosite în domenii de interes nemijlocit (de exemplu, informații personale și familiale simple, cumpărături, mediul înconjurǎtor apropiat, activitatea profesională). Poate să comunice în situații simple și obișnuite, care nu solicită decât un schimb de informații simplu și direct referitoare la subiecte familiare și obișnuite. Poate să descrie, cu mijloace simple, formația sa profesionalǎ, mediul său înconjurǎtor apropiat și să evoce subiecte care corespund nevoilor sale imediate.                                                         |
| B1 - Nivelul intermediar sau de prag |
| Cuvinte cheie: început de autonomie; exprimare succintă a opiniei. Achiziția nivelului B1: Poate să înțeleagă elementele esențiale când este folosit un limbaj standard clar pe teme familiare, întâlnite uzual, legate de muncă, școală, timpul liber etc. Poate să se descurce în majoritatea situațiilor survenite în timpul unei călătorii într-o regiune unde este vorbită limba. Poate să producă un discurs simplu și coerent pe teme familiare și din domeniile sale de interes. Poate să relateze un eveniment, o experiență sau un vis, să descrie o speranță sau un scop și să expună, pe scurt, argumentele sau explicațiile unui proiect sau ale unei idei.                   |
| B2 - Nivelul post-intermediar |
| Cuvinte cheie: înțelegerea curentă și capacitatea de a conversa; emitere a unei păreri, susținere în mod sistematic a unei argumentări. Achiziția nivelului B2: Poate să înțeleagă ideile principale din texte complexe pe teme concrete sau abstracte, inclusiv în discuții tehnice în specialitatea sa. Poate să comunice cu un anumit grad de spontaneitate și de fluență, încât conversația cu un locutor nativ să nu presupunǎ efort pentru nici unul dintre interlocutori. Poate să se exprime clar și detaliat asupra unei game largi de subiecte, poate să-și expună opinia asupra unui subiect de actualitate, prezentând avantajele și inconvenientele diferitelor posibilități. |
| C1 - Nivelul avansat |
| Cuvinte cheie: stăpânire destul de bună, exprimare spontană. Achiziția nivelului C1: Poate să înțeleagă o gamă largă de texte lungi și complicate și să sesizeze semnificațiile implicite. Poate să se exprime spontan și fluent, fără a fi obligat aparent să-și caute cuvintele. Poate să utilizeze limba cu eficacitate și cu suplețe în viața socială, profesională sau academică. Poate să exprime teme complexe într-un mod clar și bine structurat, demonstrând că stǎpânește instrumentele de organizare, de structurare și de coeziune a discursului. |
| C2 - Nivelul stăpânire |
| Cuvinte cheie: înțelegere fără efort, exprimare cursivă. Achiziția nivelului C2: Poate să înțeleagă, practic fără efort, tot ceea ce citește sau aude. Poate să restituie anumite fapte și argumente din diverse surse scrise sau orale, rezumându-le în mod coerent. Poate să se exprime spontan, foarte fluent și cu precizie și poate să distingă nuanțe fine de sens legate de subiecte complexe. |

### Articole conexe
- Zertifikat Deutsch